# À la lumière du petit matin
À la lumière du petit matin est le sixième roman d'Agnès Martin-Lugand, paru le 29 mars 2018 aux éditions Michel Lafon.

## Résumé
Hortense est un professeur de danse douée et comblée, ayant repris un studio de danse prospère à Paris avec Sandro et Bertille. Tous les trois sont d'anciens élèves, à qui leur professeur de danse, maintenant à la retraite, leur a confié son studio. Côté cœur, la jeune femme est profondément amoureuse d’Aymeric. Mais Aymeric n’est pas libre, il s'avère être marié et papa de deux petites filles. À l'aube de la quarantaine, Hortense doit se contenter des miettes de relation qu'il lui accorde, accaparé par sa vie privée et professionnelle. Cela fait trois ans que leur relation dure. Lorsque Hortense se blesse après une chute malencontreuse, leur fragile équilibre vole en éclats. Elle se retrouve face à un Aymeric qui ne comprend pas qu'elle ait des moments de faiblesse et de fragilité, ce que jusque-là elle s'accordait à ne pas lui montrer,.
Rappelée à l'ordre par son ancien professeur de danse, Hortense n'a d'autre choix que de se reposer. Elle est remplacée à pied levé par une jeune femme et elle choisit de rentrer dans la maison de famille, une bastide provençale, où elle a vécu toute son enfance. Aymeric n'apprécie guère cette initiative et tente de l'en dissuader, en vain. Blessée par ses réactions, Hortense préfère quitter Paris au plus vite. Là-bas, elle retrouve ainsi Cathie, son amie d'enfance et Matthieu, le mari de celle-ci. Tout en prenant enfin du temps pour elle, Hortense opte pour une vie plus sereine,.

## Éditions internationales
Le livre est édité à l'international sous le nom In the Light of Provence My Heart Beats Again :
- Espagne : Alfaguara
- Slovaquie et Tchéquie : Motto
- Russie : Corpus
- Bulgarie : ERA (en)
- Roumanie : Editura trei
- Chine : Red Dot Publishing

## Ventes
Tiré à 130 000 exemplaires, À la lumière du petit matin se classe quatrième dès sa première semaine dans le classement des ventes de livres de Livres Hebdo tous genres confondus.